# Glaciar Tronquitos
El glaciar Tronquitos son tres masas de hielo ubicadas la comuna de Tierra Amarilla, Provincia de Copiapó de la Región de Atacama en Chile.
El inventario público de glaciares de Chile 2022 las llama "Tronquitos A", "Tronquitos B" y "Tronquitos Oeste" y sus características son:
| Código glaciar | Nombre           | Clasificación      | Área (km²) | Altitud media m s. n. m. | Altitud máxima m s. n. m. | Altitud mínima m s. n. m. | Volumen (km³) | Latitud           | Longitud          |
| -------------- | ---------------- | ------------------ | ---------- | ------------------------ | ------------------------- | ------------------------- | ------------- | ----------------- | ----------------- |
| CL103420002@   | Tronquitos Oeste | Glaciar de montaña | 0,58       | 5241                     | 5406                      | 5073                      | 0,014         | 28° 31' 39.543" S | 69° 44' 37.606" W |
| CL103420003A   | Tronquitos A     | Glaciar de montaña | 2,275      | 5253                     | 5619                      | 4825                      | 0,087         | 28° 32' 14.770" S | 69° 43' 53.363" W |
| CL103420003B   | Tronquitos B     | glaciarete         | 0,011      | 5306                     | 5325                      | 5289                      | 0,000         | 28° 32' 9.344" S  | 69° 44' 12.920" W |

Los tres desaguan en la cuenca del río Copiapó.